# Pudicitia

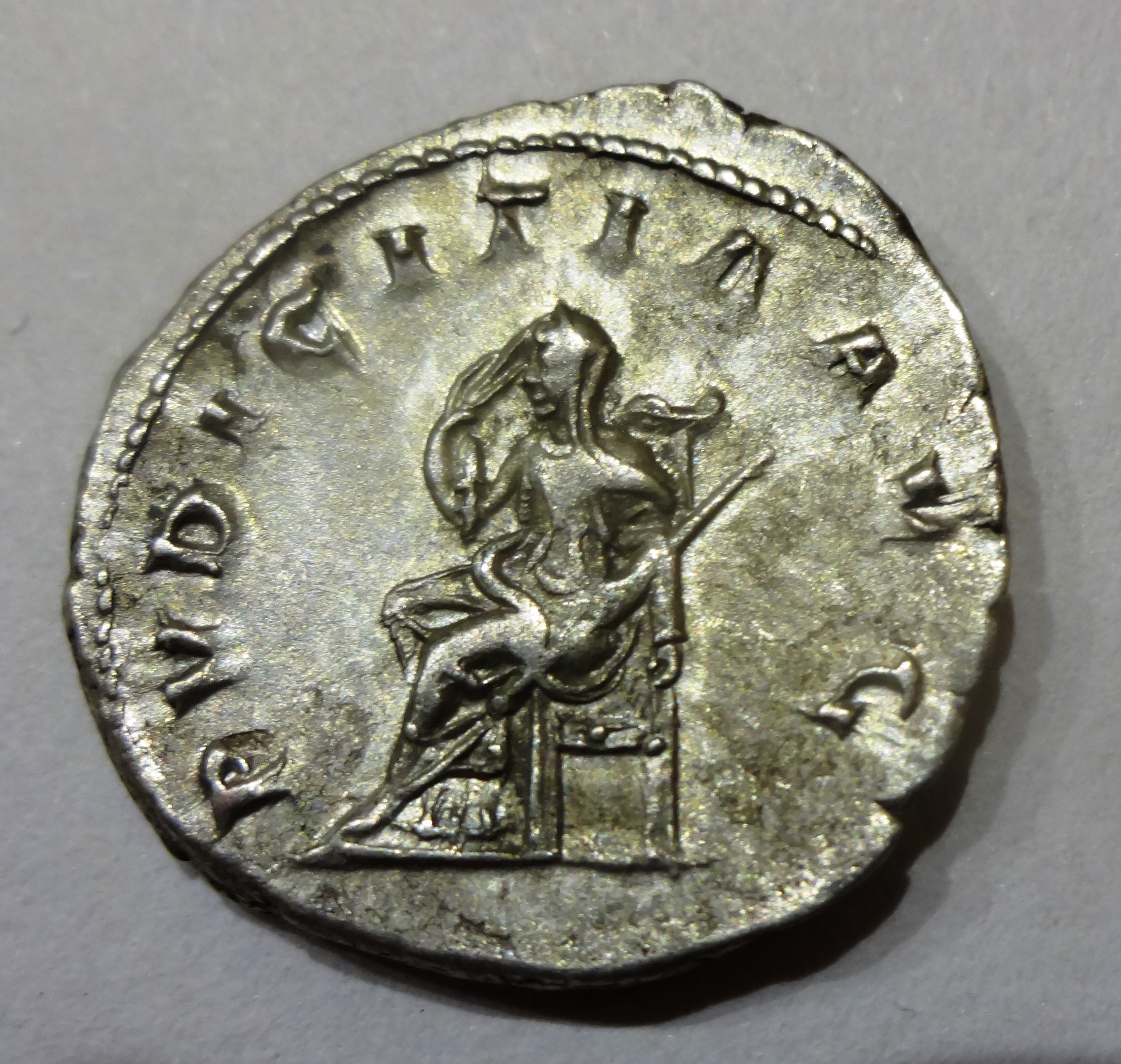
Pudicitia auf einem Antoninian der Herennia Etruscilla, Rückseite

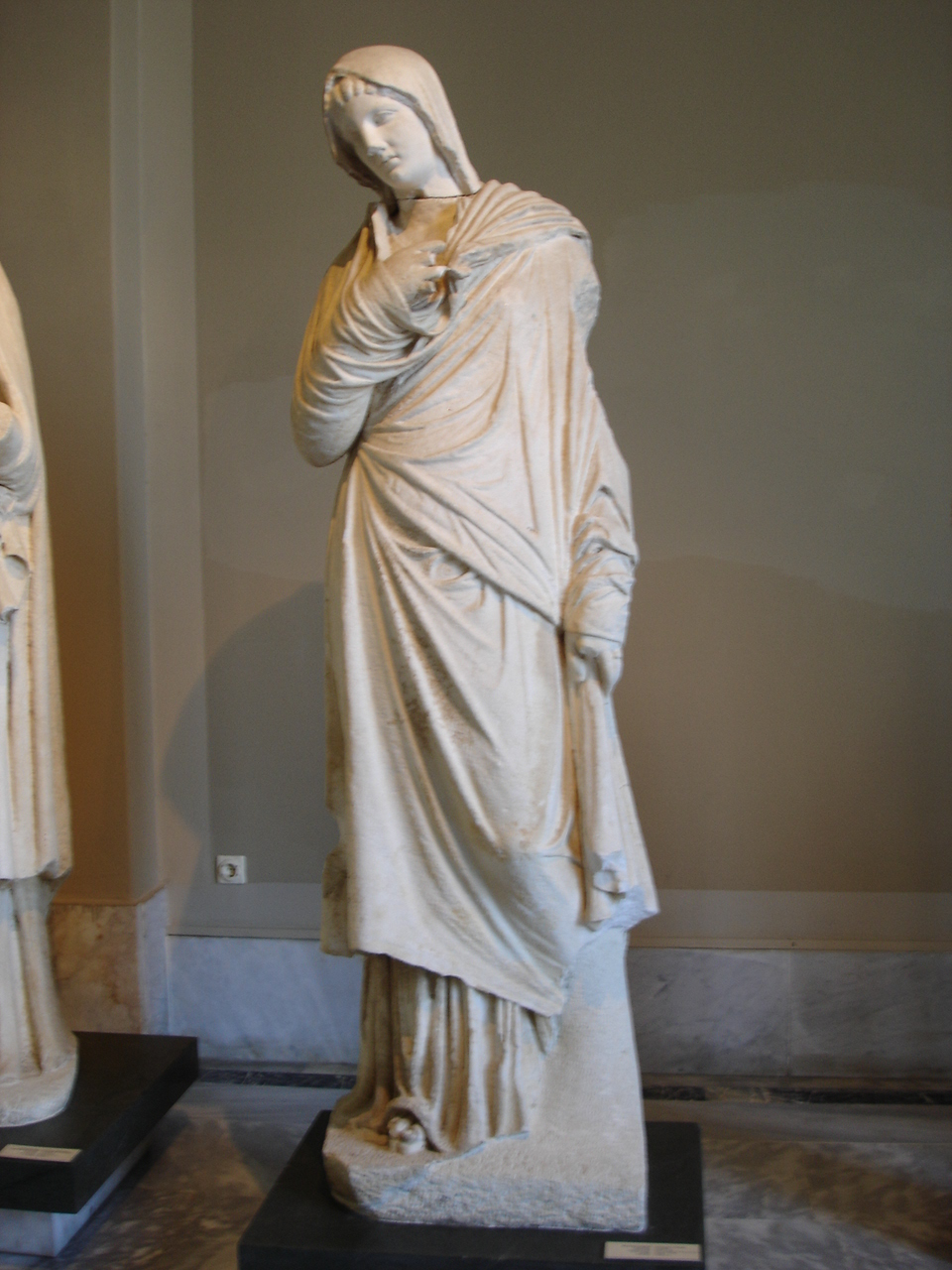
Darstellung der Pudicitia

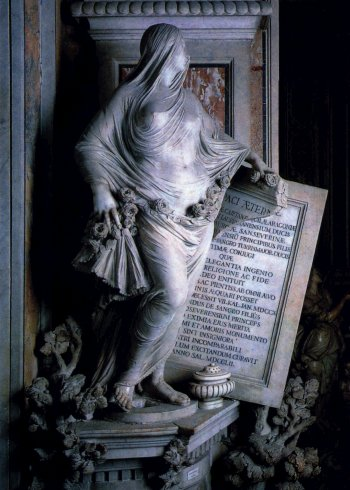
Pudicizia von Antonio Corradini in der Capella Sansevero (Neapel)

Pudicitia (lateinisch), die Schamhaftigkeit; als Personifikation dargestellt auf römischen Münzen als eine sittsam in ihr Gewand gehüllte matrona oder als Frau, die sich zu verschleiern im Begriff ist. Ihre Statue durfte nur von einer univira, einer nur einmal verheirateten Frau, berührt werden.
In Rom gab es einen Tempel der Pudicitia patricia und einen anderen der Pudicitia plebeia. Laut Livius wurde der Kult der Letzteren gegründet, als es zum Streit vor dem Senat darüber kam, ob eine mit einem Plebejer verheiratete Frau aus patrizischer Familie weiterhin am Kult teilnehmen dürfe.